# Lourdes López
Lourdes López (La Habana, agosto de 1954) es una exbailarina cubanestadounidense, que hizo su carrera en los Estados Unidos. Desde principios de 2013 es la directora artística del Miami City Ballet.

## Biografía
Hija de un militar que se opuso a Fidel Castro, su familia abandonó Cuba vía Miami, Estados Unidos, en 1959. Cuando tenía 5 años y por problemas en la musculatura de sus piernas y pies, el médico ortopedista inició un tratamiento con botas ortopédicas y sugirió a sus padres que la inscribieran en alguna actividad física que no fuera gimnasia. Fue inscrita en clases de ballet como medida terapéutica pero, cuando terminó su tratamiento se dio cuenta de que quería ser bailarina.
En 1972 se mudó a Nueva York para continuar sus estudios de danza en la Escuela del New York City Ballet. Dos años más tarde ya era miembro de la compañía. Fue ascendida a bailarina principal del New York City Ballet en 1984 y luego de una larga carrera, se retiró de los escenarios en 1997.
Después de su retiro, López trabajó como corresponsal cultural para WNBC-TV en Nueva York. También como directora ejecutiva de la Fundación George Balanchine desde 2002.
En 2013 aceptó ser la directora artística del Miami City Ballet, entre noticias de quiebra y rumores de que la renuncia intempestiva e irrevocable del anterior director Edward Villella, fue producto de presiones de los donantes y de la directiva.